# Die Ewigen (Comicserie)
Die Ewigen (Original: Les Éternels) ist eine von 2003 bis 2010 erschienene  frankobelgische Comicserie von Félix Meynet und Yann.
Die Serie ist den Genres Action / Thriller zuzuordnen. Die Ewigen sind eine Geheimorganisation des Antwerpener Diamantenkonzerns De Boers, die sich um die schwarzen Schafe im Diamantengeschäft kümmert.

## Allgemein
- Szenario: Yann
- Zeichnung: Félix Meynet
- Farben: Dominique & Félix Meynet
- Seitenzahl: 48

Jede Geschichte erstreckt sich über zwei Bände, die gemeinsam einen Zyklus bilden. Die fiktive Handlung thematisiert reale politische Ereignisse und gesellschaftliche Themen, wie den Sechstagekrieg im Nahen Osten, den Israelisch-Palästinensischen Konflikt oder die Umweltzerstörung durch die Förderung von Ölsänden in Kanada.

## Inhalt

### Kurzfassung

#### Band 1 & 2
Dieser Zyklus spielt in Paris und in Antwerpen. Uma arbeitet an der Rekonstruktion eines verkohlten Schädels und stößt dabei auf ein ihr bekanntes Gesicht: das ihrer Zwillingsschwester Mira, die 12 Jahre zuvor spurlos verschwunden ist. Es stellt sich heraus, dass Mira für die Geheimorganisation Die Ewigen gearbeitet hat. Uma wird nach Antwerpen, dem Zentrum des internationalen Diamantenhandels, entführt und soll Miras Platz in der Organisation einnehmen. Im weiteren Verlauf kommt es zu einer Auseinandersetzung mit der Organisation JDC um sogenannte schwarze Diamanten. Diese sind allerdings nicht echt, sondern wurden mit Hilfe von ionisierender Strahlung geschwärzt. Es stellt sich heraus, dass Mira gar nicht ermordet wurde, sondern im Hintergrund geschickt die Fäden zieht. Bei einem Kampf zwischen Mehdi und Mira wird diese schließlich doch tödlich verletzt. Mira hinterlässt Uma eine geheime Nachricht, die sie zu einem Internat in den französischen Alpen führt. Dort finden Mehdi und Uma zu ihrer Überraschung heraus, dass Mira eine Tochter hatte, die kleine Mira. Zu guter Letzt kann der Verbleib der verstrahlten schwarzen Diamanten geklärt werden. Sie befinden sich auf einer Säule in der Antwerpener Altstadt, unweit Miras Wohnung.

#### Band 3 & 4
Dieser Zyklus spielt in Paris und in Israel. In einer Villa nahe Paris finden die Ewigen die Leiche von Salomon Goldstein, dem Bruder von Isaak de Boers und einem Experten in Kryptographie. Er hinterlässt ein Rätsel um den Verbleib eines blutroten Edelsteins, des Diamant des Abraham. Dieser wurde von De Boers, Goldstein und zwei weiteren Mitstreitern während des Sechstagekriegs in Israel aus einem Grab in Hebron entwendet. Auf der Suche nach dem Edelstein reist Uma nach Israel. Dort versuchen weitere Organisationen in den Besitz des Diamanten zu kommen. Uma wird entführt und überlebt nach ihrer Flucht nur knapp ein Bombenattentat auf einen Linienbus. Am Ende kann der Diamant aufgespürt werden. Goldstein hatte ihn seiner streunenden Katze als zweites Auge eingesetzt. Um den Fluch, der auf dem Edelstein zu liegen scheint, zu beenden, bringen Uma und De Boers den Diamanten zurück nach Israel.

#### Band 5 & 6
Dieser Zyklus spielt überwiegend in Kanada. Uma und Jai werden von De Boers beauftragt, einen Koffer voller Diamanten aufzuspüren, der seit einem Flugzeugabsturz in der kanadischen Tundra verschollen ist. In diesem Koffer befindet sich zudem ein altes Schriftstück, das sogenannte Sprechende Wachs. Dieses soll Aufschluss über die Gebietsansprüche mehrerer indigener Stämme geben und wird für Verhandlungen über die Schürfrechte für eine Diamantenmine benötigt. Bei ihrer Suche nach dem Flugzeugwrack stoßen Jai und Uma auf die Eltern zweier verschollener Jungen, die ebenfalls an Bord der Maschine waren. Im weiteren Verlauf kommt es zu Auseinandersetzungen mit Einheimischen sowie Söldnern, die die Diamanten und das Sprechende Wachs ebenfalls in ihren Besitz bringen wollen. Jai und Uma können den Koffer jedoch in Sicherheit bringen. Einer der beiden Jungen, Victor, hat den Absturz überlebt und so gibt es am Ende ein Wiedersehen mit seiner Mutter, die Jai und Uma geholfen hatte, das Flugzeugwrack aufzuspüren.

### Hauptfiguren
- Uma: Arbeitet als Technikerin im Anthropologischen Institut in Paris, Zwillingsschwester von Mira, dauerhaft suizidgefährdet
- Mira: Uma's Zwillingsschwester und eine der Ewigen
- Mehdi: Pariser Polizist und bester Freund von Uma
- Jai: Arbeitet für die Ewigen, ehemaliger Partner von Mira
- Isaak De Boers: Chef der Ewigen
- Die kleine Mira: Tochter von Mira, wird nach deren Tod von Uma aufgenommen, Pyromanin

## Veröffentlichungen
Im französischsprachigen Original erschienen die Alben zwischen 2003 und 2010 im Verlag Dargaud. Von 2005 bis 2011 erschien die Serie in Deutschland im Verlag Bunte Dimensionen.
| Band Nr. | Zyklus                    | deutscher Titel                   | Originaltitel                | ISBN (der dt. Ausgabe) |
| -------- | ------------------------- | --------------------------------- | ---------------------------- | ---------------------- |
| 1        | Zyklus 1 (Diamants noirs) | Uma (2005)                        | Uma (2003)                   | ISBN 978-3-938698-21-1 |
| 2        | Zyklus 1 (Diamants noirs) | Mira (2005)                       | Mira (2004)                  | ISBN 978-3-938698-22-8 |
| 3        | Zyklus 2                  | Der Diamant des Abraham (2006)    | Le Diamant d’Abraham (2005)  | ISBN 978-3-938698-23-5 |
| 4        | Zyklus 2                  | Der Brunnen der Finsternis (2006) | Le Puits des ténèbres (2006) | ISBN 978-3-938698-24-2 |
| 5        | Zyklus 3                  | Das sprechende Wachs (2010)       | La cire qui chante (2010)    | ISBN 978-3-938698-30-3 |
| 6        | Zyklus 3                  | Der Sarg aus Eis (2011)           | Le Cercueil de Glace (2010)  | ISBN 978-3-938698-49-5 |

## Rezeption
„Die Ewigen ist ohne Zweifel eine der besten Serien der vergangenen Jahre. Die Erzähldichte, die Atmosphäre, das realistische Design der Seiten werden mit einer fantastischen und fasinierenden Geschichte kombiniert, die sehr viel Tiefgang hat.“